# Somlyómező
Somlyómező (Câmpia), település Romániában, a Partiumban, Szilágy megyében.

## Fekvése
Szilágysomlyótól északkeletre, a Sarmasági úttól délre fekvő település.

## Története
Somlyómező, Hosszúmező néven 1395-ben a Fejér kódex említette először, mikor egy oklevél szerint ez év július 6-dikán Zsigmond király egy Hosszumező nevű helységnél volt táborszálláson.
1427-ben Hozzywmezew, 1479-ben és 1486-ban Hozywmezew, 1733-ban Hoszu Mező, 1760–1762 között Hosszumező, 1808-ban Hosszúmező, 1888-ban Hosszúmező (Campu-Lungu), 1913-ban Somlyómező néven írták.
1416-ban Hosszumező birtok felől megjárták Somlyó város határát, május 15-én a birtokot meghatárolják Báthori György fia János és Ilosvai István fiai Gilbert és János között.
1427-ben Hozzywmezew Majádi László birtoka, de ennek kiskorúsága idején Ilosvai György zálogba adja Jakcsi Dénesnek és Lászlónak, és csak 1435-ben váltotta vissza Majádi László.
A birtok a későbbiekben is a Majádi és Dobai Banga családoké és leszármazottaiké.
1732-ben Dobaiak örökös nélküli halála után Hosszúmező részbirtokot a Gencsy család tagjai örökölték, majd 1748-tól az ugyancsak utód nélkül elhalt Ilosvai Banga Miklósnak hosszúmezői birtokrészét is Gencsy György és Zsigmond szerezte meg.
1910-ben Somlyómezőnek 384 lakosából 16 magyar, 364 román volt. Ebből 367 görögkatolikus, 12 református, 4 izraelita volt.
A trianoni békeszerződés előtt Szilágy vármegye Szilágysomlyói járásához tartozott.

## Nevezetességek
- Görögkatolikus fatemploma